# Xysticus pretiosus
Xysticus pretiosus là một loài nhện trong họ Thomisidae.
Loài này thuộc chi Xysticus. Xysticus pretiosus được Willis J. Gertsch miêu tả năm 1934.